# L'Olleria
l'Olleria (em valenciano e oficialmente) ou Ollería (em castelhano), também chamado La Vila Reial de l'Olleria em valenciano, é um município da Espanha na província de Valência, Comunidade Valenciana. Tem 32,2 km² de área e em 2021 tinha 8 404 habitantes (densidade: 261 hab./km²).

## Demografia
| Variação demográfica do município entre 1991 e 2004 | Variação demográfica do município entre 1991 e 2004 | Variação demográfica do município entre 1991 e 2004 | Variação demográfica do município entre 1991 e 2004 |
| --------------------------------------------------- | --------------------------------------------------- | --------------------------------------------------- | --------------------------------------------------- |
| 1991                                                | 1996                                                | 2001                                                | 2004                                                |
| 6798                                                | 7010                                                | 7197                                                | 7648                                                |